# Julien Bryan
Julien Hequembourg Bryan (ur. 23 maja 1899 w Titusville w stanie Pensylwania, zm. 20 października 1974 w Bronxville) – amerykański reżyser, dokumentalista i fotografik. Najbardziej znany jest z dokumentowania na taśmie filmowej życia w Polsce, Związku Radzieckim i III Rzeszy pomiędzy 1935 a 1939.

## Życiorys
Urodził się w 1899. Po skończeniu szkoły średniej zaciągnął się jako siedemnastolatek do armii; służył na froncie francusko-niemieckim I wojny światowej jako kierowca karetki. W czasie pobytu na froncie pisał dziennik, wydany potem w formie książkowej. Po powrocie do USA jeździł po kraju i prowadził wykłady o wojnie oraz opowiadał o własnych przeżyciach, uzupełniając przekaz własnymi zdjęciami.

### Wybrane zdjęcia Bryana z okresu I wojny światowej we Francji

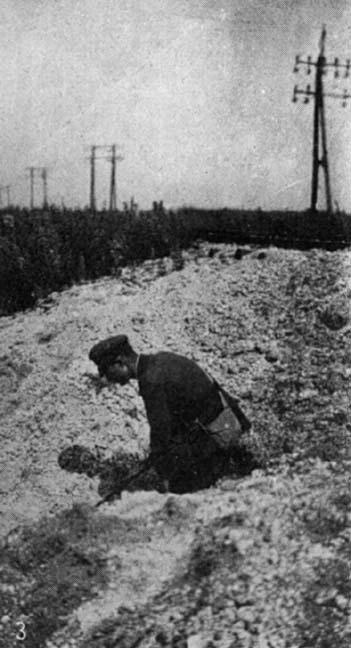
Żołnierz podczas walk I wojny światowej (1917)
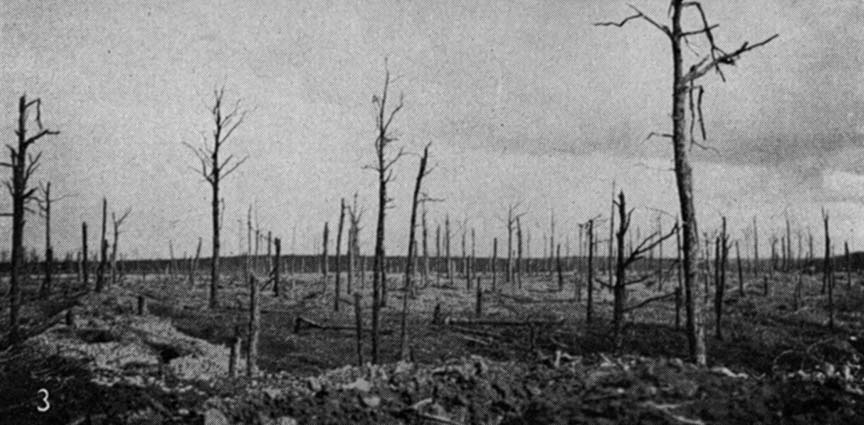
Lato w Argonny podczas I wojny światowej (1917)
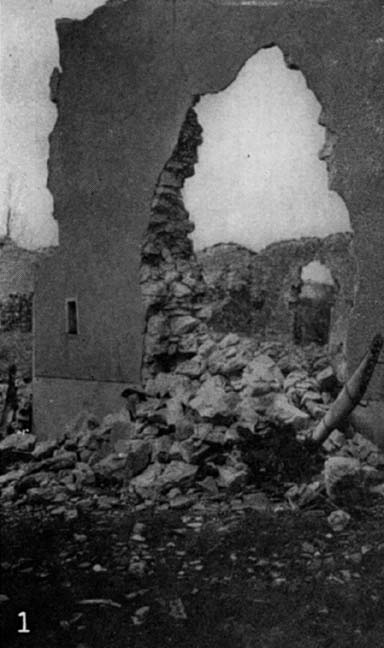
Zniszczony dom w Dombasle-en-Argonne
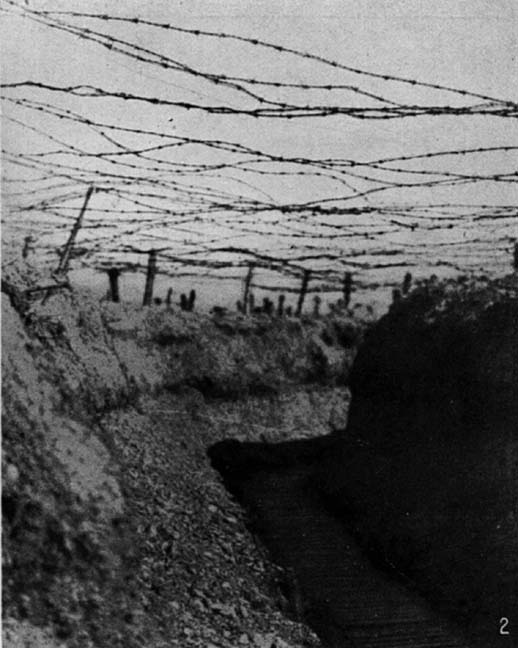
Rozciągnięty drut kolczasty nad okopem żołnierzy francuskich w okolicach Saint-Thomas-en-Argonne(1917)
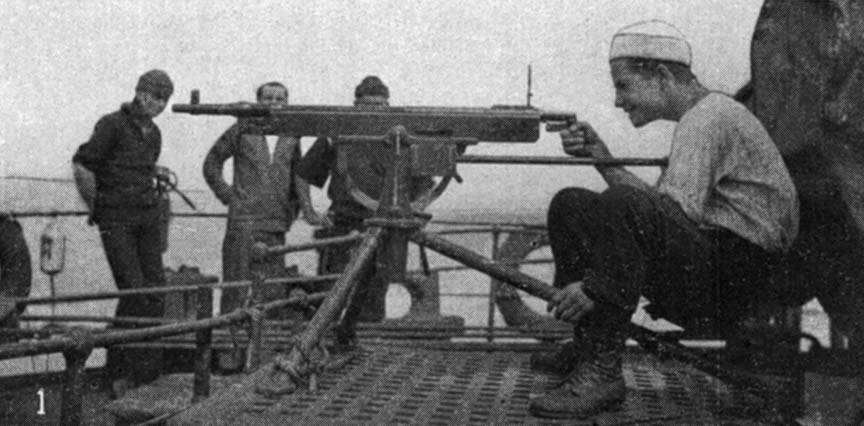
Żołnierz z karabinem maszynowym Colt (1917)

Pod wpływem tych działań postanowił kontynuować pracę dokumentalisty, fotografa i filmowca. W okresie dwudziestolecia zajmował się przygotowywaniem dokumentów o życiu ludzi w różnych częściach świata; skupiał się w nich na ukazywaniu codziennego życia i podobieństw do życia ludzi w USA.

### Obrona Warszawy
Do Warszawy dotarł 7 września 1939 z zamiarem dokumentowania życia miasta w okresie wojny. Od prezydenta Stefana Starzyńskiego otrzymał samochód, tłumacza i ochronę, by mógł bez przeszkód filmować miasto i pokazać światu dokument ukazujący niemieckie metody prowadzenia wojny totalnej i bombardowanie miasta przez Luftwaffe. Jest uważany za jedynego zagranicznego dziennikarza będącego w tym czasie w Warszawie. Przez Polskie Radio zaapelował wówczas do amerykańskiego prezydenta Franklina Roosevelta o pomoc dla warszawskich cywili, którzy znaleźli się na celu niemieckich bombowców.
Julien Bryan wykonał pierwsze w historii kolorowe fotografie II wojny światowej w Polsce za pomocą filmu Kodachrome dostępnego w USA od 1935. Większość polskich prac Juliena Bryana stanowią jednak fotografie czarno-białe oraz pomalowane fotografie czarno-białe. Bryan przedstawił na autentycznych kolorowych fotografiach między innymi polskich żołnierzy, uciekających cywilów, pierwsze zniszczenia wojenne, niemiecki samolot He-111 zestrzelony przez Wojsko Polskie na ul. Bartoszewicza, a także architekturę warszawskiego Starego Miasta z szybami okiennymi oklejonymi taśmą z papieru. 21 września 1939 roku wyjechał z płonącej Warszawy, zabierając ze sobą bogaty materiał dokumentujący życie ludności cywilnej i bestialstwo żołnierzy niemieckich.

### Wybrane zdjęcia Bryana wykonane podczas Obrony Warszawy

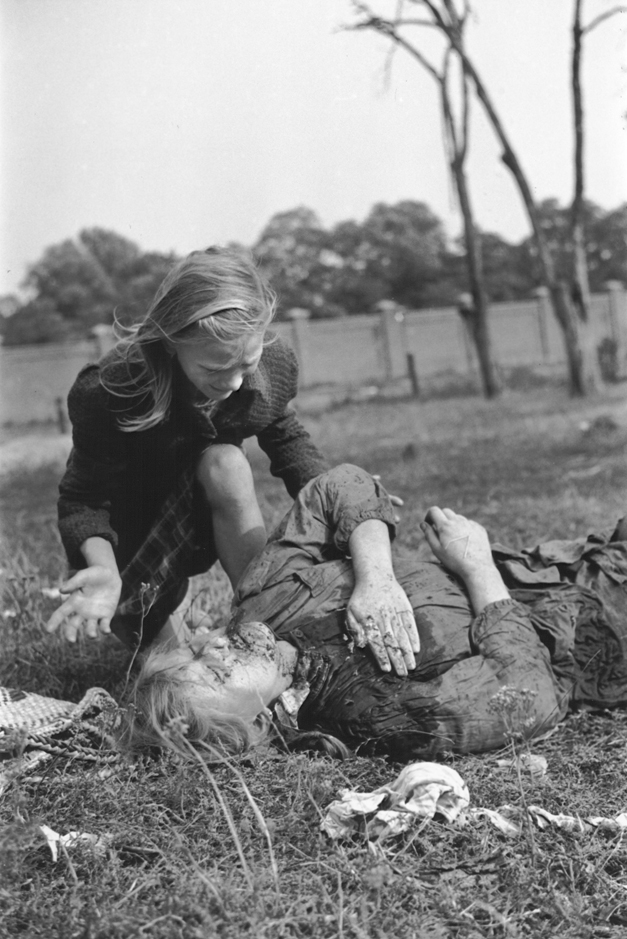
Fotografia dziewczynki Kazimiery Kostewicz i jej zmarłej siostry w trakcie niemieckiego bombardowania we wrześniu 1939
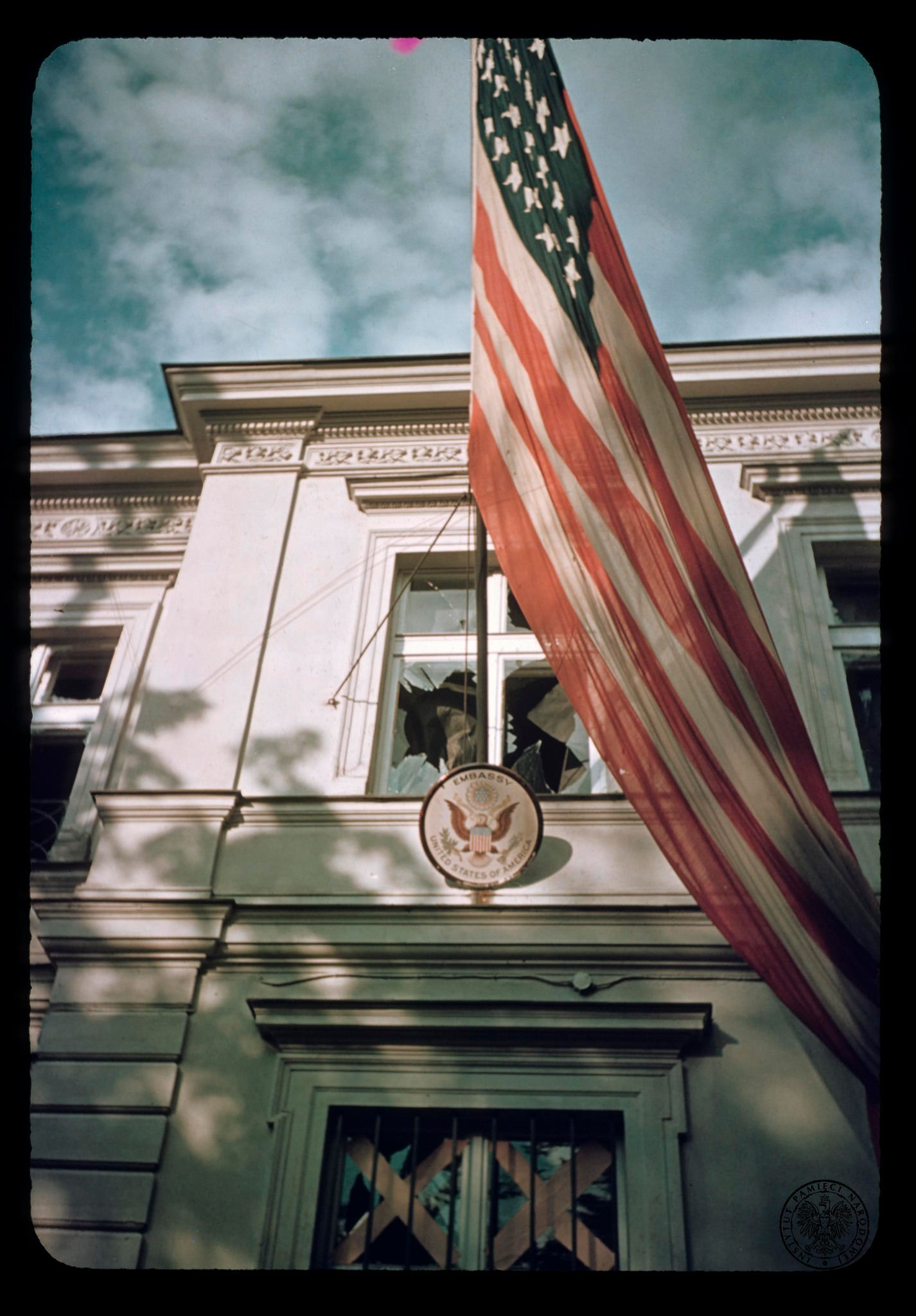
Fotografia Kodachrome Juliena Bryana przedstawiająca amerykańską ambasadę w Warszawie we wrześniu 1939
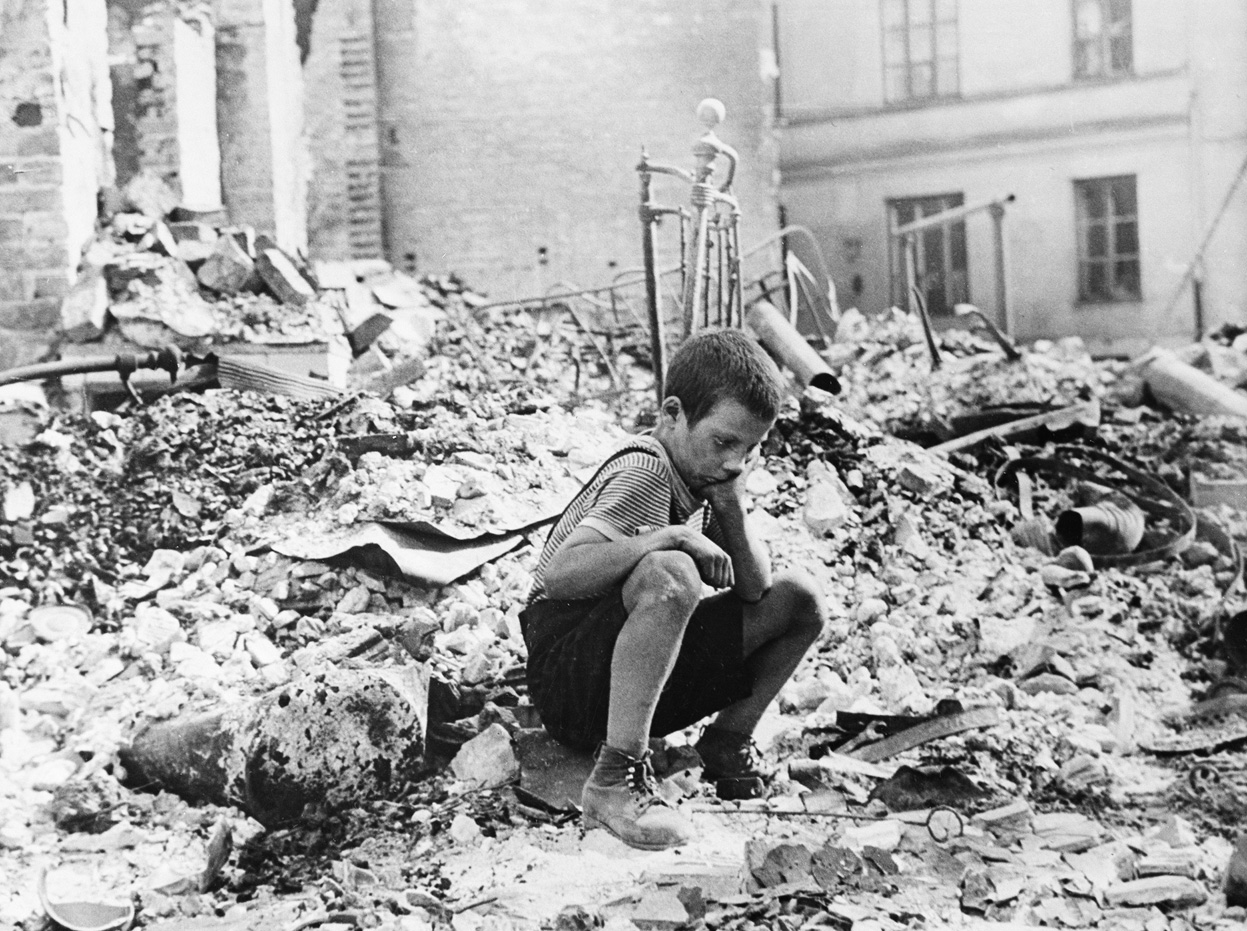
Dziecko w ruinach zbombardowanej Warszawy
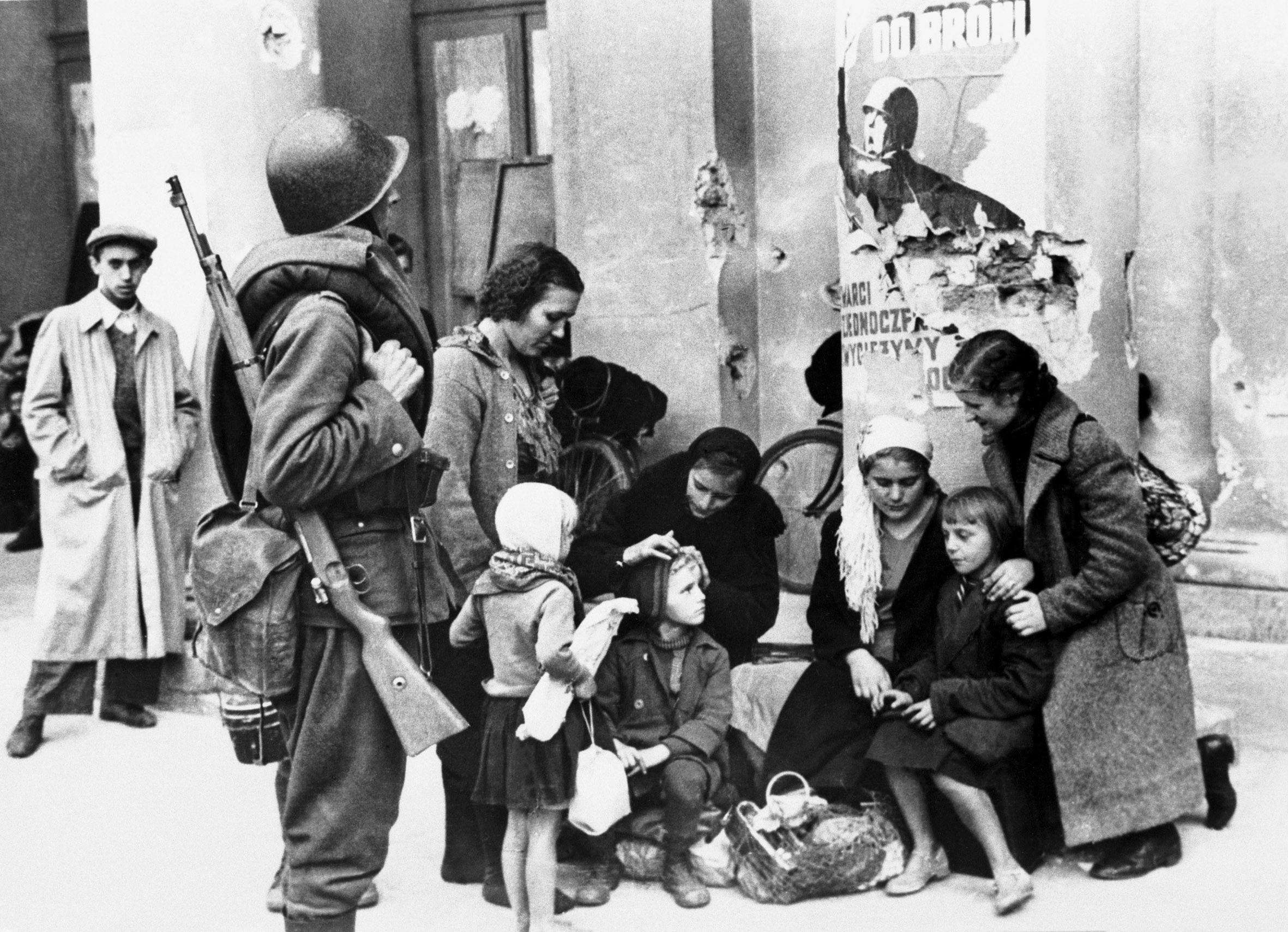
Polski żołnierz i cywile w Warszawie we wrześniu 1939
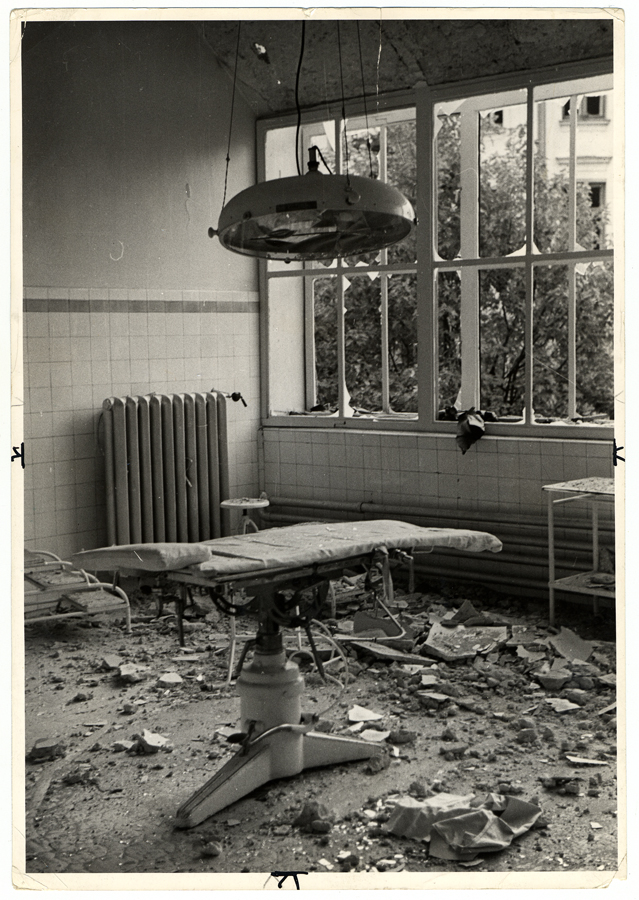
Zniszczona po bombardowaniach sala operacyjna Szpitala Praskiego w Warszawie

### Powrót do USA
Po powrocie do Ameryki Julien Bryan natychmiast opublikował swoje fotoreportaże z Polski zaatakowanej przez Niemców w miesięcznikach – „Life” 23 października oraz „Look” 5 grudnia 1939. Taśmy filmowe zostały następnie wykorzystane do montażu czarno-białego filmu Oblężenie (Siege), obrazującego bohaterską postawę warszawiaków.
Film był wyświetlany w amerykańskich kinach wiosną 1940. Uzyskał nominację Amerykańskiej Akademii Filmowej do Oscara w 1941 roku w kategorii najlepszego krótkometrażowego filmu dokumentalnego. Producentem i dystrybutorem była wytwórnia RKO Radio Pictures. Sam film Siege ma 10 minut ale Julien Bryan nagrał w Warszawie aż 80 minut dramatycznego filmu, który udało mu się pokazać prezydentowi Rooseveltowi.

Bryan stwierdził: 

Gdyby Spartanie odżyli, to przed wami, Polacy, pochyliliby czoła.

### Powrót do Polski
Julien Bryan wrócił do Polski po wojnie w 1946 roku. Wykonał wtedy pierwsze kolorowe fotografie w historii powojennej Polski. Fotografował zniszczoną Warszawę i jej mieszkańców. Kolejny raz przyleciał do Warszawy w 1959 roku. Ostatni raz przybył do Warszawy w 1974 roku. Spotykał się z mieszkańcami Warszawy, bohaterami II wojny światowej i z mediami. W Warszawie zawsze witany był z wielką radością i życzliwością. W 1974 roku Telewizja Polska nakręciła wywiad i reportaż z wizyty Juliena Bryana w Polsce.

## Upamiętnienie

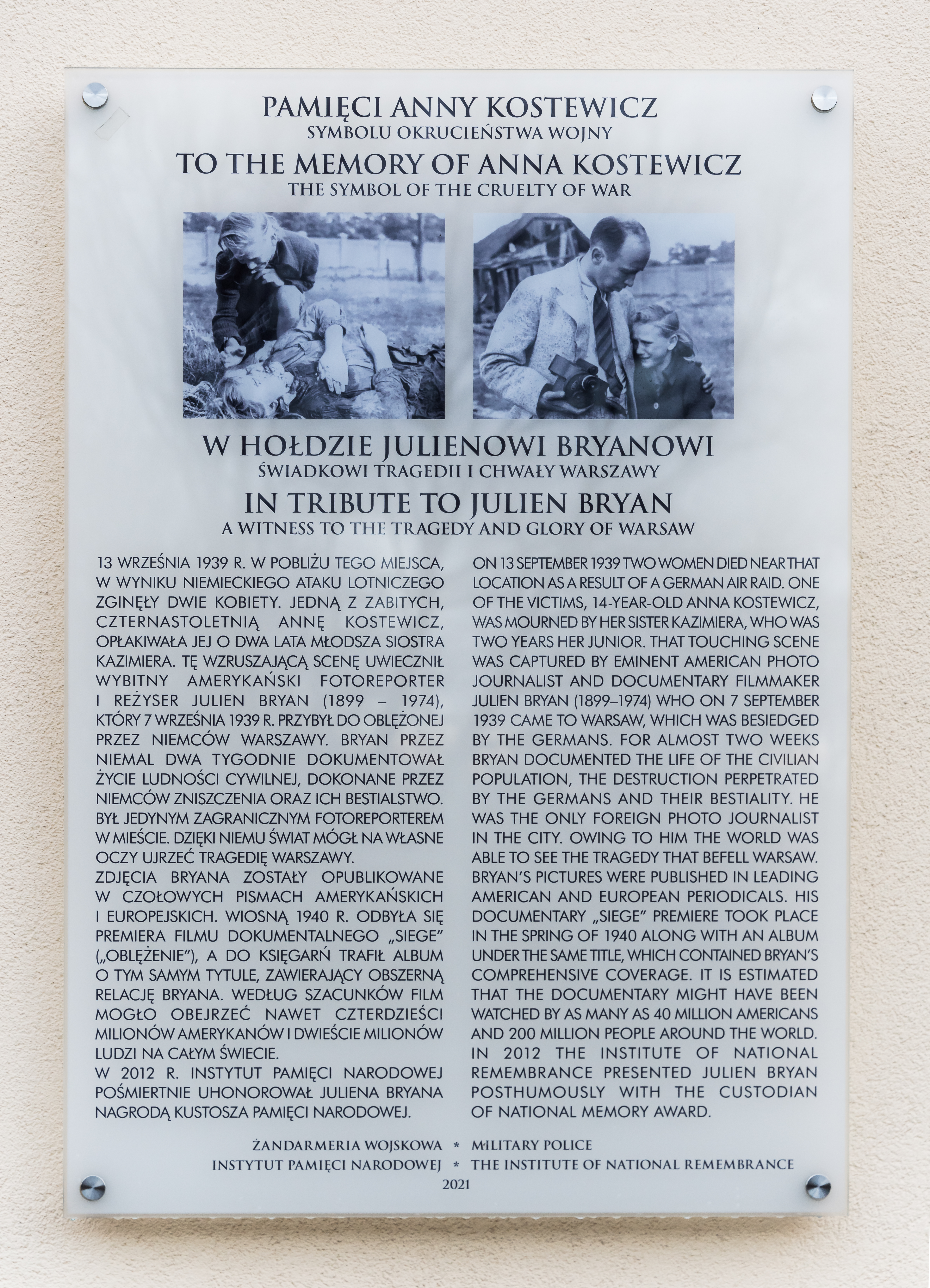
Tablica pamiątkowa na budynku Mazowieckiego Oddziału Żandarmerii Wojskowej przy ul. Jana Ostroroga 35 w Warszawie

W 2012 roku otrzymał pośmiertnie nagrodę Kustosz Pamięci Narodowej. W 2021 roku został pośmiertnie odznaczony Medalem Virtus et Fraternitas.
W 2021 roku na budynku Mazowieckiego Oddziału Żandarmerii Wojskowej przy ul. Jana Ostroroga 35 w Warszawie odsłonięto tablicę upamiętniającą Juliena Bryana i Annę Kostewicz, ofiarę niemieckiego nalotu w dniu 13 września 1939 roku.